# Рудня Кошелёвская
Рудня Кошелёвская (бел. Рудня Кашалёўская) — деревня в Кошелёвском сельсовете Буда-Кошелёвского района Гомельской области Белоруссии.

## География

### Расположение
В 3 км на северо-восток от районного центра и железнодорожной станции Буда-Кошелёвская (на линии Жлобин — Гомель), 51 км от Гомеля.

### Гидрография
Река Липа (приток реки Сож).

## Транспортная сеть
Транспортные связи по просёлочной, затем автомобильной дороге Чечерск — Буда-Кошелёво. Планировка состоит из прямолинейной почти широтной ориентации улицы, застроенной двусторонне, деревянными домами усадебного типа.

## История
Основана в начале XIX века переселенцами из деревни Кошелёво в селение под названием Рудня, во второй половине XIX века деревня получила современное название. В 1886 году начали работать водяная мельница и сукновальня. В 1846 году 18 дворов и 11 незаселенных участков, собственность казны. Не позже 1884 года начали работать хлебозапасный магазин и трактир. По переписи 1897 года находились: водяная мельница, круподробилка. В 1909 году в Кошелёвской волости Рогачёвского уезда Могилёвской губернии.
В 1929 году организован колхоз «Коммунар», работала кузница. В 1959 году в составе совхоза имени П. Я. Головачёва (центр — деревня Кошелёво).

## Население

### Численность
- 2004 год — 24 хозяйства, 49 жителей.

### Динамика
- 1846 год — 18 дворов.
- 1897 год — 61 двор, 400 жителей (согласно переписи).
- 1909 год — 67 дворов, 515 жителей.
- 1959 год — 240 жителей (согласно переписи).
- 2004 год — 24 хозяйства, 49 жителей.

## Достопримечательность
- Воинский мемориал погибшим в период Великой Отечественной войны